# Ходак, Владимир Павлович
Владимир Павлович Ходак (при рождении Ви́ля Пи́нхасович, 19 сентября 1892, Кривой Рог, Херсонская губерния — 29 августа 1941, Балтийское море) — советский государственный деятель. Народный комиссар труда Дагестанской АССР (1920-е).

## Биография
Родился 19 сентября 1892 года в местечке Кривой Рог Херсонского уезда. Отец, Пинхас Юзефович Хадак (1863—1940) — фотомастер, владелец фотоателье; мать — Полина (Хася-Песя) Левитина (1866—1944). Детство провёл в Кривом Роге.
Участник Гражданской войны в рядах 1-й Конной армии. В 1920-х годах — народный комиссар труда Дагестанской АССР. В 1937—1940 годах — сотрудник торгового представительства СССР в Иране.
Участник Великой Отечественной войны с 1941 года, доброволец, призван Смольнинским районным военным комиссариатом Ленинградской области, интендант 3-го ранга. Направлен на базу Балтийского флота в город Таллин.
Во время морского перехода из Таллина в Ленинград в составе каравана судов находился на борту парохода «Казахстан». Караван попал под немецкий авиационный налёт, пароход загорелся. По словам очевидцев подчинился приказу капитана корабля, прыгнул за борт и поплыл к берегу. Дальнейшая судьба неизвестна.
С 1946 года числится пропавшим без вести. Осталась супруга (с 1929 года) — Надежда Осиповна (Нума Иосифовна) Щеголь (1895—?), и сын — Анатолий Владимирович Ходак (1931—?).